# Sofía Salvador Monferrer
Sofía Salvador y Monferrer (Benasal, 1925 -18 de enero de 1995) fue una escritora, maestra y activista cultural valenciana, hija del también insigne escritor Carles Salvador.

## Biografía
Sofía Salvador nació en Benasal (el Alt Maestrat), pueblo donde su padre Carles Salvador ejercía de maestro. Poco después, en 1934, marchó con la familia a Benimaclet (Valencia) donde estudió el bachillerato y más tarde magisterio. A la muerte de su padre el junio de 1959, volvió a Benasal donde restaría hasta su muerte el 1995. Allí ejerció también de maestra rural en la escuela del Plan de Sabater (Coseche) y en la del Cortijo del Plan de Ares del Maestrat hasta que el 1961 se casó con Enric Monferrer con el cual tendría un hijo. Sofía Salvador dejó las labores docentes debido a una enfermedad, que, una vez superada, recuperó en el Centro de Recursos de Base comarcales como profesora de valenciano el curso 1985-1986 y siguientes, y presidió la Comisión Examinadora de la Junta Calificadora de Valenciano de Castelló desde 1992.
La obra literaria de Sofía Salvador se centra a la poesía, recogida principalmente al libro de versos Jardinet (1947), a pesar de que también cultivó la narrativa que en parte publicó a varias revistas desde el 1938. Participó en las celebraciones llamadas Mesa de Poesía y colaboró, en especial los últimos años, con artículos en varias publicaciones especializadas. 
Además, continuó la tarea de su padre con importantes estudios de tipo local dedicados en Benasal y su comarca como el apéndice al libro que Carles Salvador escribió Las fiestas de Benasal. Sofia Salvador fue una ferviente y fiel conservadora y divulgadora del legado literario y gramatical de su padre; muestra de esto fue la edición, el 1957, de la compilación Parleu bé o las aportaciones a varios estudios e investigaciones sobre la persona de su padre, así como numerosos artículos y conferencias.
Entre 1991 y 1994 tuvo una breve actuación política que la trajo a presentarse a las listas del partido nacionalista Unidad del Pueblo Valenciano, primero a las elecciones a las Cortes Valencianas y las del Parlamento Europeo.
El septiembre de 1994, en plena actividad a la Junta Calificadora del Valenciano, le detectaron una afección biliar que le causó la muerte el 18 de enero de 1995. 

## Obra
Su obra fue mayoritariamente inédita y la publicada lo fue o bien de manera independiente como Jardinet o bien en revistas, almanaques, periódicos, libretos u otras publicaciones.

### Poesía
- Jardinet (1947)
- Finestra de somnis (inédito, 1951 i 1992)
- Himne de Benassal
- Poema íntim
- Crida de Festes
- Poemes de Falles, Gaiates i Fogueres (1957)
- Religioses (1990)

### Narrativa
- Una vida (1r premi del Jocs Florals de Lo Rat Penat del 1951, inédito)
- Incomprensió (1951, publicada)
- Una fallera major (inédito)
- En hores de pluja (publicado)
- Rondalla (inédito)
- Diari (5 a 21 de noviembre) (inédito)